# Torredelcampo
Torredelcampo es una localidad y municipio español con categoría histórica de villa de la provincia de Jaén, comunidad autónoma de Andalucía. Su término municipal se extiende sobre 182,08 km² y cuenta con una población de 13 944 habitantes (INE 2024).
El municipio posee un paisaje característico en el que contrastan las formas suaves y alomadas de la campiña con los relieves abruptos y accidentados de la sierra. El 90% de la superficie se encuentra cultivada. El núcleo urbano se ubica 11 km al noroeste de Jaén, al borde la autovía A-316 y a una altitud de 640 metros sobre el nivel del mar.

## Economía
Su situación geográfica estratégica, al borde de la autovía A-316 que conecta Jaén, Córdoba, Madrid y Granada, le confiere un papel determinante en su desarrollo económico y social. El término municipal de Torredelcampo posee una superficie general de 182 km², de la que el 90% se encuentra cultivada.
En el sector primario - agricultura - sobresale la importancia del olivar, con 16.000 hectáreas dedicadas a este cultivo y más de 1.300.000 olivos. Torredelcampo produce entre 8 y 10 millones de kilos de aceite anualmente, lo que le suponen unos ingresos en torno a los 20 millones de euros anuales. El colectivo agrario olivarero se estructura en cinco cooperativas de primer grado y una sociedad limitada. Además existe una cooperativa de segundo grado que factura el 75% de la producción total del municipio y que está impulsado la comercialización del aceite a través de la construcción y puesta en marcha de una envasadora. Todas estas características sitúan a Torredelcampo entre los diez principales municipios de la provincia productores de aceite de oliva.
Torredelcampo ha sabido fomentar en los últimos 20 años el desarrollo de un próspero tejido industrial, asentado en los 212.296 m² de polígono industrial "Los Llanos". El proyecto de ampliación del suelo industrial oferta 450.000 m². Una ampliación con la que se intenta abaratar el suelo industrial y fomentar el asentamiento de empresas generadoras de empleo. El sector industrial constituye en Torredelcampo uno de los pilares más importantes del desarrollo económico de municipio.
Además de la actividad industrial relacionada con la extracción de aceites y grasas, a lo largo de estas últimas dos décadas, el sector industrial ha adquirido un peso específico en el desarrollo socioeconómico de la localidad. El polígono industrial "Los Llanos", alberga en su interior importantes industrias de alta tecnología informática, confección, mecánica, madera, toldos, materiales de construcción, tapicería, ferralla, carpintería metálica y muebles.
Una actividad especialmente beneficiada por la ubicación de Torredelcampo, situado a tan solo cinco minutos de capital, es la construcción. Por un lado, personas que vivían en Jaén, optan por mejorar sus condiciones de vida y vivienda y se instalan en la localidad y por otra, el fenómeno de la segunda vivienda capta la atención de otro sector importante de la población jiennense. Este hecho ha provocado que el municipio cuente con el índice más elevado de la provincia en progresión demográfica.
El sector de la construcción y fabricación de materiales cuenta en la actualidad con 77 licencias fiscales y aglutina al 16,58 % del total de la población ocupada de Torredelcampo. Otro grupo de empresas significativo lo constituyen las relacionadas con la metalurgia y la elaboración de productos metálicos ; por su parte, las industrias manufactureras son el grupo más numerosos, con un total de 92 empresas que dan ocupación a 497 personas, el 18,73 del total de la población ocupada. Entre este último subgrupo destacan las industrias del mueble y las textiles y confección.
El sector terciario o de servicios posee un peso superior que el resto de las actividades económicas de municipio. Este sector es el que mayor número de población ocupada, asumiendo el 47,9% de la población ocupada local. Dentro de este sector se agrupan actividades como el comercio, bares, restaurantes, hostelería, transporte y comunicaciones, instituciones financieras, seguros, servicios prestados a empresas, servicios personalizados, recreativos y culturales, educación, sanidad actividades profesionales, profesiones liberales, etc. Desde un punto de vista agrícola, las cosechas de aceituna suponen una inyección de renta importante para las economías familiares.

### Evolución de la deuda viva municipal
El concepto de deuda viva contempla sólo las deudas con cajas y bancos relativas a créditos financieros, valores de renta fija y préstamos o créditos transferidos a terceros, excluyéndose, por tanto, la deuda comercial.
| Gráfica de evolución de la deuda viva del Ayuntamiento de Torredelcampo entre 2008 y 2024                |
| |
| Deuda viva del Ayuntamiento de Torredelcampo, en miles de euros, según datos del Ministerio de Hacienda. |

## Geografía humana

### Demografía
Cuenta con una población de 13 944 habitantes (INE 2024).
| Gráfica de evolución demográfica de Torre del Campo entre 1842 y 2021                                                                                              |
| |
| Población de derecho según los censos de población del INE Población de hecho según los censos de población del INEEn este censo se denominaba Torredelcampo: 1991 |

## Organización político-administrativa

### Elecciones municipales
| Elecciones municipales desde 1979                      |      |      |      |      |      |      |      |      |      |      |      |      |
|                                                        | 1979 | 1983 | 1987 | 1991 | 1995 | 1999 | 2003 | 2007 | 2011 | 2015 | 2019 | 2023 |
| PSOE                                                   | 10   | 12   | 9    | 13   | 10   | 11   | 9    | 10   | 7    | 11   | 12   | 10   |
| AP/PP                                                  | -    | 2    | 1    | 1    | 3    | 3    | 4    | 4    | 5    | 3    | 3    | 6    |
| PCE/IU/AA                                              | 4    | 3    | 6    | 3    | 4    | 3    | 4    | 3    | 2    | 2    | 1    | 1    |
| VOX                                                    | -    | -    | -    | -    | -    | -    | -    | -    | -    | -    | -    | 0    |
| C's                                                    | -    | -    | -    | -    | -    | -    | -    | -    | -    | 1    | 1    | -    |
| UCD/CDS                                                | 3    | -    | 1    | -    | -    | -    | -    | -    | -    | -    | -    | -    |
| DS                                                     | -    | -    | -    | 0    | -    | -    | -    | -    | -    | -    | -    | -    |
| MPT                                                    | -    | -    | -    | -    | -    | -    | -    | -    | 3    | -    | -    | -    |
| UCE                                                    |      | -    | -    | -    | -    | -    | -    | -    | 0    | -    | -    | -    |
| En negrilla el partido más votado                      |      |      |      |      |      |      |      |      |      |      |      |      |
| Fuente: Datos de las elecciones municipales desde 1979 |      |      |      |      |      |      |      |      |      |      |      |      |

### Alcaldía
| Periodo   | Nombre                 | Partido |
| --------- | ---------------------- | ------- |
| 1979-1983 | Antonio de la fuente   |         |
| 1983-1987 | Pedro Capisol Blanca   |         |
| 1987-1991 | Antonio Galán Sabalete |         |
| 1991-1995 | Antonio Galán Sabalete |         |
| 1995-1999 | Antonio Galán Sabalete |         |
| 1999-2003 | Antonio Galán Sabalete |         |
| 2003-2007 | Blas Sabalete Ruiz     |         |
| 2007-2011 | Blas Sabalete Ruiz     |         |
| 2011-2015 | Francisca Medina Teva  |         |
| 2015-2019 | Francisca Medina Teva  |         |
| 2019-2023 | Javier Chica Jiménez   |         |
| 2023-act. | Javier Chica Jiménez   |         |

## Patrimonio lingüístico
Torredelcampo se distingue por su peculiar variante diatópica del andaluz, caracterizada por la presencia de seseo, constituyendo una isla lingüística en relación con los municipios circundantes.

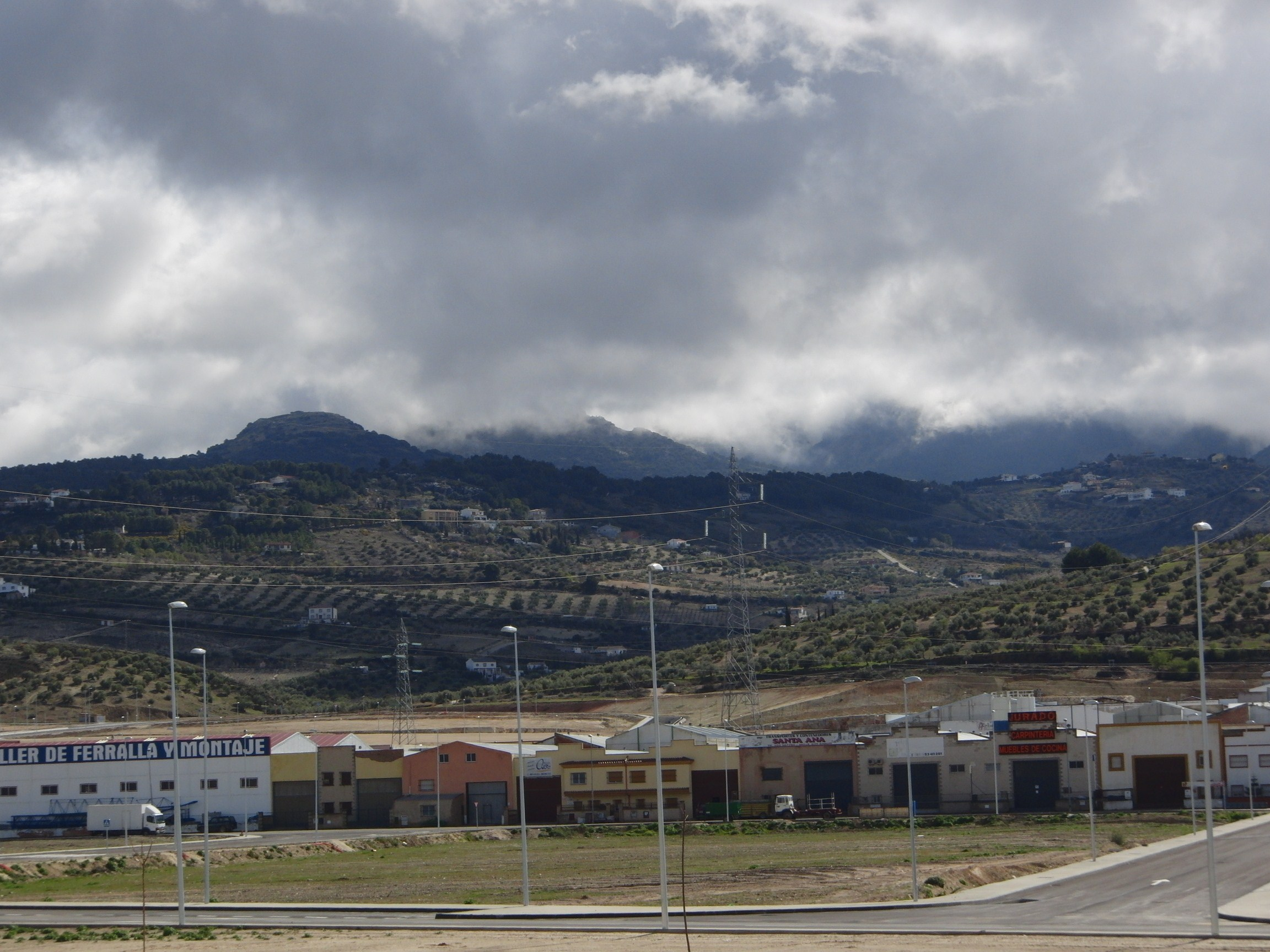
Vista del monte Megatín y del polígono industrial Los Llanos en primer plano, junto a la ciudad de Torredelcampo.

## Patrimonio natural
- Monumento natural Bosque de La Bañizuela

## Fiestas

### Romería de Santa Ana y la Virgen Niña
Declarada de interés turístico nacional cada primer domingo de mayo (día de la Madre) se reúnen miles de devotos en torno al Cerro Miguelico, lugar donde se encuentra la ermita y donde tienen lugar los actos lúdico-festivos así como religiosos. El viernes por la tarde la Asociación Cultural y Romera Torre de la Peña inicia su Camino de Peregrinación por la sierra torrecampeña hasta el encuentro de su Simpecao con la Cofradía Matriz en la ermita el sábado al mediodía. Al día siguiente, domingo, se celebra el día grande con la procesión gloriosa y una misa de campaña a la que acuden vecinos de la comarca a rendir fe a la Abuela y a la Madre de Dios bajo el incesante calor de la Sierra Sur de Jaén.

### Feria y fiestas en honor a Santa Ana y la Virgen Niña
En cuanto a la feria y fiestas de Torredelcampo se celebran en torno al 26 de julio, onomástica de Santa Ana. Durante una semana la patrona es bajada en Rosario de la Aurora hasta la iglesia parroquial de San Bartolomé, donde es expuesta la Virgen Niña en un devoto besapié al que acuden cada año más de 5000 personas. Torredelcampo se viste de gala durante los días de feria en torno al recinto ferial hasta el día grande (26 de julio), en que las patronas son procesionadas bajo uno de los palios más trabajados de la orfebrería andaluza. Una semana después se realiza el solemne traslado de regreso hasta la blanca ermita.

### Fiesta de San Antón
Fiesta de las lumbres en la que coincide con la poda del olivo y los Torrecampeños van a recoger al campo las ramas de olivo para hacer las lumbres de cada barrio.

### Semana Santa
Constituye una de las celebraciones más importantes de la localidad junto con la romería y el carnaval. Durante la semana litúrgica son ocho las procesiones que tienen lugar:
- Domingo de Ramos (mañana): agrupación de Cofradía y Grupos Parroquiales (la Borriquita)

- Domingo de Ramos (tarde): pro-Hermandad de la Pura y Limpia Concepción del Dulce Nombre de María y Cofradía de Nazarenos de Nuestro Señor de la Caridad en su Prendimiento.

- Miércoles Santo (noche): Vía Crucis parroquial con el Stmo Cristo de la Misericordia.

- Jueves Santo (tarde): cofradía del Santísimo Cristo de la Santa Vera Cruz, Jesús Sentenciado y María Santísima de la Piedad.

- Viernes Santo (madrugada): cofradía de Nuestro Padre Jesús Nazareno y María Santísima de la Aurora.

- Viernes Santo (tarde): cofradía del Santo Sepulcro de Nuestro Señor Jesucristo y María Santísima de la Esperanza en su Mayor Dolor.

- Viernes Santo (noche): cofradía de Nuestra Señora de los Dolores, la Soledad.

- Domingo de Resurrección: cofradía de la Anunciación de Jesús Resucitado, Santa María Magdalena y María Santísima de la Paz.

Son días en los que la tradición y el fervor arropan las calles del casco histórico del municipio y en diferentes barrios del mismo. Destaca la gran devoción que se profesa a la imagen de la Soledad así como a la de Nuestro Padre Jesús Nazareno y la Virgen de la Esperanza, primer paso de palio portado por mujeres.

## Ciudades hermanadas
- Baracaldo, España
- Almácera, España